# Karīna Helmane-Soročenkova
Karīna Helmane-Soročenkova (* 5. September 1989) ist eine lettische Langstreckenläuferin.

## Sportliche Laufbahn
Bisher qualifizierte sich Karīna Helmane-Soročenkova noch für keine internationalen Wettkämpfe, vertrat ihr Land 2019 aber bei der Team-Europameisterschaft in Varaždin.
2015 und 2020 wurde Helmane-Soročenkova lettische Meisterin im 5000-Meter-Lauf sowie 2019 und 2020 über 10.000 Meter. 2015 siegte sie im 3000-Meter-Lauf im Freien sowie von 2018 bis 2020 in der Halle. Zudem siegte sie 2018 im 1500-Meter-Lauf in der Halle.

## Bestleistungen
- 1500 Meter: 4:40,29 min, 26. Juli 2014 in Iecava
  - 1500 Meter (Halle): 4:36,01 min, 17. Februar 2018 in Kuldīga
- 3000 Meter: 10:14,83 min, 9. August 2015 in Ventspils
  - 3000 Meter (Halle): 9:41,41 min, 1. März 2020 in Kuldīga
- 5000 Meter: 16:16,08 min, 15. August 2020 in Ogre
- 10.000 Meter: 35:45,38 min, 4. Juli 2020 in Piltene
- Halbmarathon: 1:24:15 h, 17. Mai 2015 in Riga
- Marathon: 2:36:20 h, 27. Oktober 2019 in Frankfurt am Main